# Агриппина Младшая
Ю́лия Авгу́ста Агриппи́на (лат. Iulia Agrippina; родилась 6 ноября 15 или 16 года, Оппид Убиор, Римская империя — убита 20 или 23 марта 59 года, Байи, Римская империя) — древнеримская матрона, дочь Германика и Агриппины Старшей, сестра Калигулы, последняя жена императора Клавдия, мать Нерона.
Часто — Агриппи́на Мла́дшая, с 50 года — Ю́лия Авгу́ста Агриппи́на.

## Происхождение
Агриппина родилась в семье Германика, племянника и приёмного сына императора Тиберия, и его жёны, Агриппины Старшей. Германик был сыном Друза Старшего, брата Тиберия. Агриппина Старшая была дочерью Марка Випсания Агриппы от Юлии, дочери императора Августа.
По отцовской линии она была прямым потомком древнего патрицианского рода Клавдиев, а по материнской — относилась к всадническому роду Випсаниев.
Родилась Агриппина в Оппид Убиор (совр. Кёльн, Германия), на Рейне. До 18 года она оставалась в Германии с родителями, старшими братьями и сёстрами. В 18 году всё семейство, кроме Калигулы, вернулось в Рим, и дети были оставлены на воспитание матери Тиберия и Друза Старшего — вдовы Августа, Ливии Друзиллы. Через год её отец неожиданно умер в Антиохии.

## Внучка Тиберия

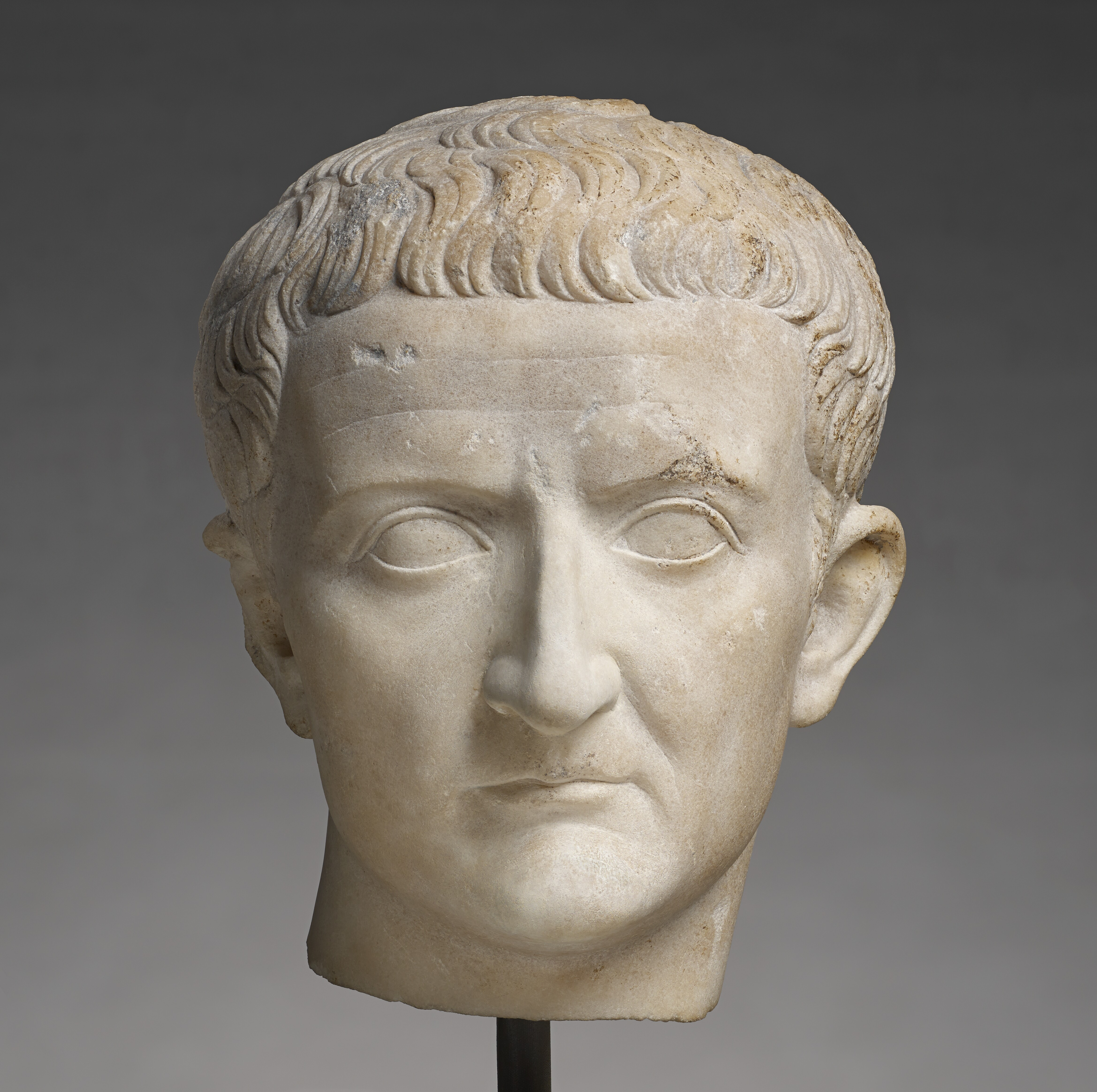
Тиберий

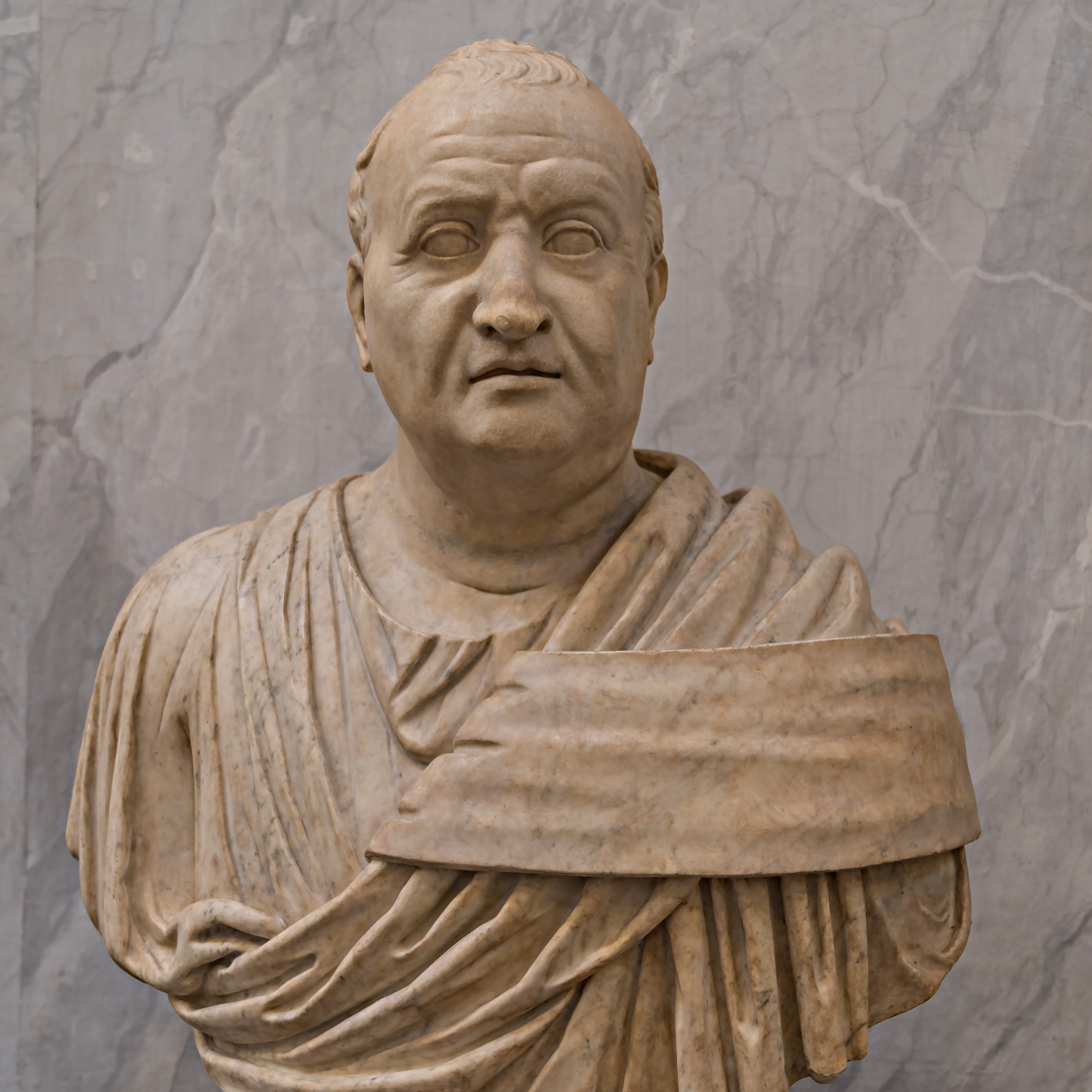
Гней Домиций Агенобарб - первый муж Агриппины

В 28 году, когда Агриппине исполнилось 13 лет, Тиберий выдал её замуж за Гнея Домиция Агенобарба. Гней Домиций был более, чем на тридцать лет старше Агриппины. Он происходил из старинного плебейского рода Домициев. Родился в семье ординарного консула 16 года Луция Домиция Агенобарба и его супруги, Антонии, племянницы Августа и дочери Марка Антония от Октавии Младшей.
В 32 году Гней Домиций стал консулом. Всё время, вплоть до смерти Тиберия, пара жила на вилле между Анцием и Римом. Судьба Агриппины тесно связана с этой виллой. Здесь у неё родился сын, и практически здесь же солдаты по его приказу убили её.
Рассказывали, что однажды Агриппина спросила у прорицателей о судьбе своего сына и те ответили, что он будет царствовать, но убьёт свою мать, на что она ответила: «Пусть убьёт, лишь бы царствовал».

## Сестра Калигулы

### В фаворе

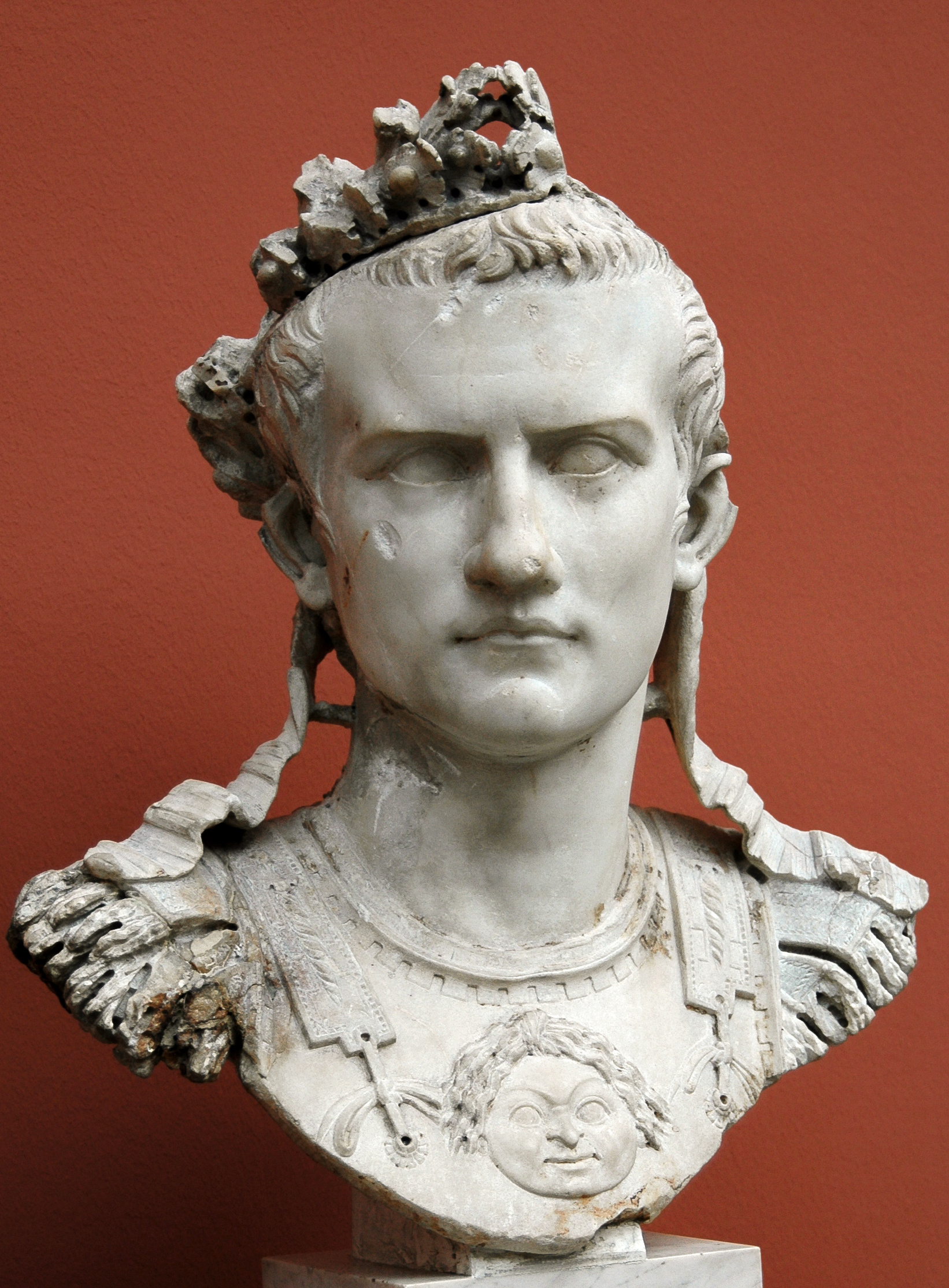
Калигула

В марте 37 года умер Тиберий. Власть перешла к брату Агриппины — Калигуле. В том же году, 15 декабря, у Агриппины родился сын. Мальчика назвали в честь отца Гнея Домиция — Луций Домиций Агенобарб.
Спустя некоторое время после прихода к власти Калигула удостоил трёх своих сестёр — Агриппину, Юлию Друзиллу и Юлию Ливиллу — особых почестей, основные из которых:
- появление трёх сестёр на монетах того времени;
- дарование сёстрам прав и свобод весталок, в том числе права просмотра игр и состязаний с лучших мест, зарезервированных для сенаторов;
- публичные клятвы приносились теперь не только во имя императора, но и во имя его сестёр;
- сенатские постановления начинались словами «Да сопутствует удача императору и его сёстрам…»

Причина такого отношения Калигулы к сёстрам крылась в тех отношениях, которые между ними существовали. Почти все древние историки практически единогласно заявляют, что Калигула предавался разврату со своими сёстрами, а также не противился их беспорядочным связям с другими мужчинами. Пиры на Палатинском холме, участницами которых обязательно были сёстры, зачастую, заканчивались развратными оргиями. И даже замужество Агриппины не являлось препятствием тому образу жизни, что она вела.
Основным её любовником был их двоюродный брат по материнской линии, муж Юлии Друзиллы, Марк Эмилий Лепид, который состоял в любовной связи с третьей сестрой — Юлией Ливиллой. Но вообще в то время и сама Агриппина была падка на мужчин. Возможно, что причиной тому была практически полная вседозволенность. Сохранились свидетельства, что в 39 году она пыталась сделать своим любовником Сервия Сульпиция Гальбу, ординарного консула 33 года, которому в 68 году суждено было стать главным противником её сына Нерона и, свергнув его, самому стать императором. Однако Гальба остался верен своей жене, а Агриппина была прилюдно осуждена тёщей Гальбы, которая надавала ей пощёчин.

### В изгнании
10 июня 38 года неожиданно умерла самая любимая сестра Калигулы — Юлия Друзилла. Калигула сильно переживал этот удар. По его указанию сенат присвоил ей титул «Божественная», признав её воплощением Венеры. Отношение императора к Агриппине и Юлии Ливилле резко изменилось.
В 39 году обеих сестёр и их любовника Лепида обвинили в заговоре с целью свержения императора и захвата власти в пользу Лепида. Также Калигула обвинил их всех в разврате и прелюбодеянии.
После короткого судебного процесса Марк Эмилий Лепид был приговорён к смерти и казнён. Сёстры были высланы на Понтийские острова, находящиеся в Тирренском море. Калигула присвоил и продал всё их имущество. Было запрещено оказывать им какую-либо помощь. Чтобы прокормиться, Агриппина и Юлия вынуждены были нырять за губками на морское дно в окрестностях островов, а потом продавать собранное.
Гней Домиций Агенобарб, несмотря на разоблачённый заговор, в котором участвовала его супруга, продолжал находиться в Риме или на своих загородных виллах вместе с сыном. Однако в 40 году он умер от водянки в Пирги. Всё его имущество отошло к Калигуле. Маленький Нерон был отдан на воспитание тётке, Домиции Лепиде Младшей.

## Жена Клавдия

### Племянница императора

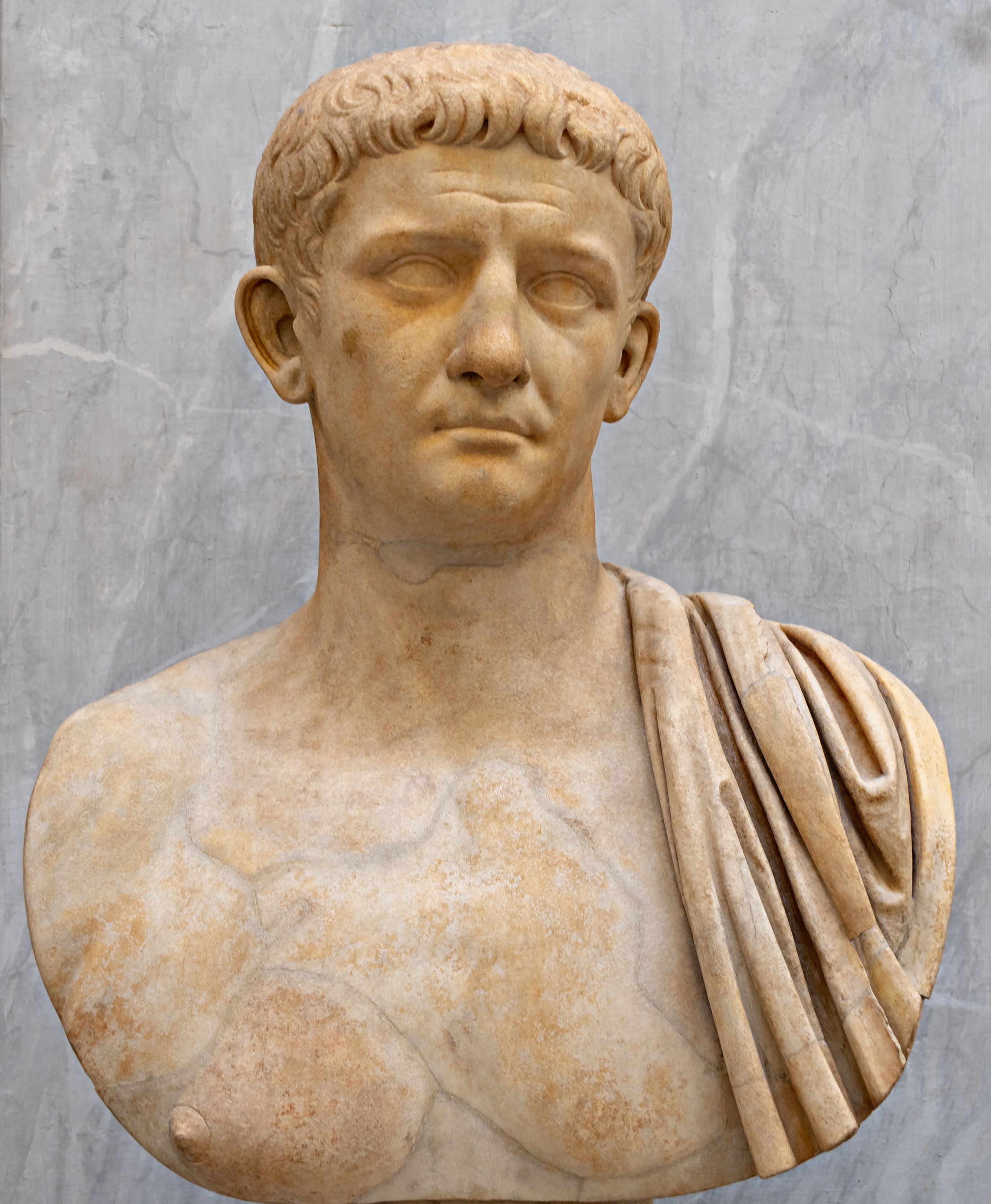
Клавдий освободивший Агриппину и в будущем женится на ней

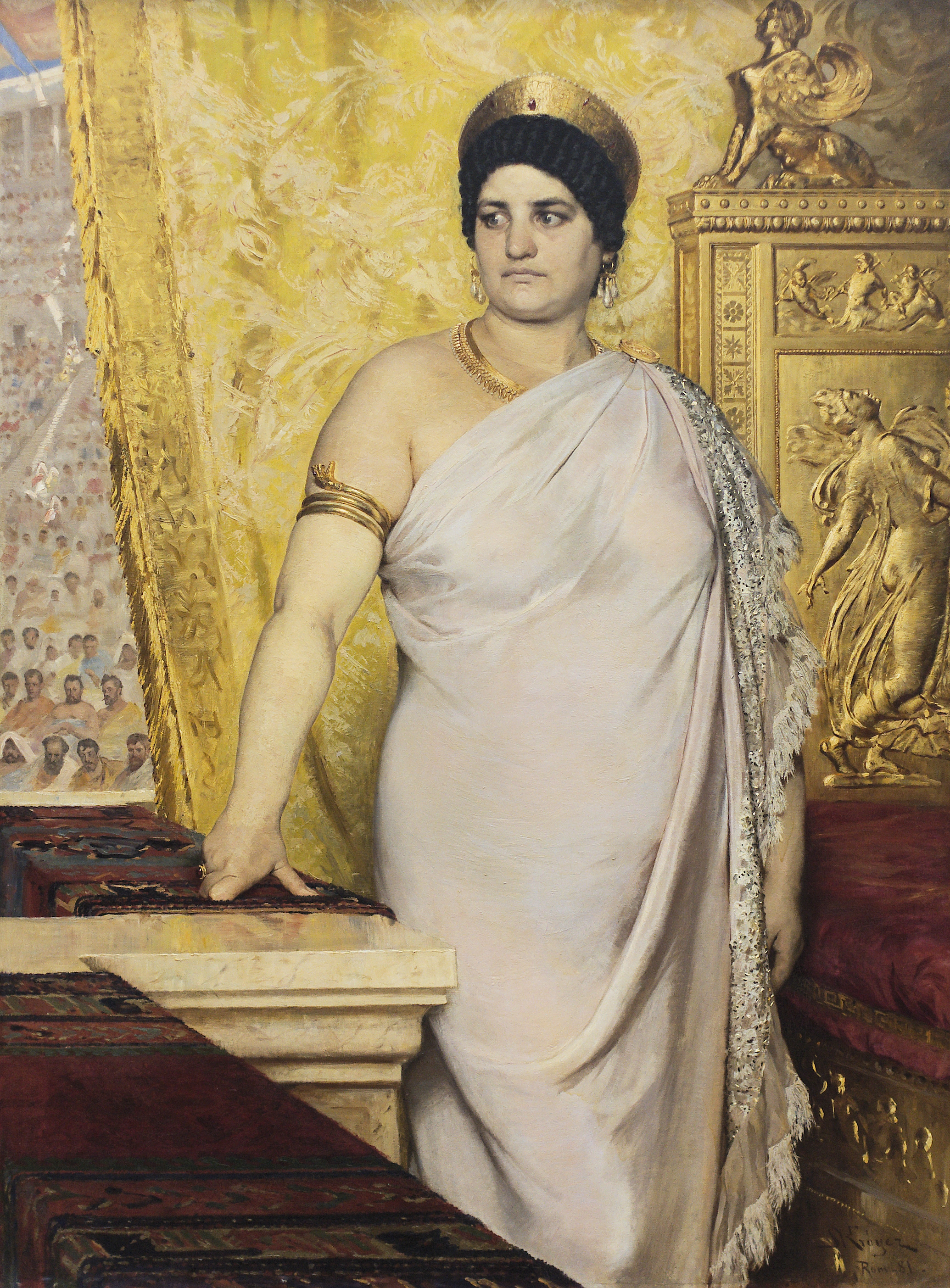
П. С. Кройер "Мессалина" (1881). Гётеборгский художественный музей

24 января 41 года недовольные правлением Калигулы солдаты преторианской гвардии под командованием центуриона Кассия Хереи закололи императора мечами. Та же участь постигла его жену Милонию Цезонию. Малолетнюю дочь Юлию Друзиллу, названную так в честь любимой сестры, убили, размозжив голову.
Сенат на волне заговора готов был восстановить республику, однако преторианцы неожиданно оказали свою поддержку Клавдию, дяде Калигулы и Агриппины, брату Германика, провозгласив его императором. Новый император в том же 41 году вернул своих племянниц из ссылки. Юлия Ливилла вернулась к своему мужу, не пострадавшему от правления Калигулы консуляру Марку Виницию.
Агриппине возвращаться было некуда. Тогда Клавдий устроил брак Агриппины с Гаем Саллюстием Пассиеном Криспом. Гай Саллюстий был в тот момент мужем Домиции Лепиды Старшей, ещё одной тётки Нерона. Также Домиция Лепида приходилась двоюродной сестрой по материнской линии самому Клавдию. Однако это не помешало ему заставить Гая Саллюстия развестись с Домицией и взять в жёны Агриппину.
Гай Саллюстий был богатым и властным человеком, консулом 22 и 44 годов. Он был дальним родственником знаменитого римского историка Саллюстия, который его усыновил. Женившись на Агриппине, Пассиен Крисп, взял в свой дом и малолетнего Нерона.
Женой Клавдия в эти годы была Мессалина. И хотя Агриппина практически не появлялась во дворце Клавдия и не занималась политикой, Мессалина быстро поняла, что Нерон будет серьёзным соперником в борьбе за власть с её собственным сыном — Британником.
Мессалина подсылает в дом Пассиена Криспа наёмных убийц, которые должны были задушить мальчика во время сна. Однако согласно легенде убийцы в ужасе ретировались, увидев, что сон Нерона у его подушки охраняет змея.
В 47 году Гай Саллюстий умирает. По Риму тут же ползёт слух, что Агриппина отравила своего мужа, чтобы завладеть его богатством. После смерти Криспа единственными наследниками его огромного состояния оказываются Нерон и Агриппина.

### Путь к власти
В 48 году, пока Клавдий был в Остии, своенравная Мессалина решила отлучить от власти слабохарактерного Клавдия и сделать императором своего любовника, Гая Силия. Силий был бездетен и должен был усыновить Британника, чтобы власть потом перешла к нему. Исполняя свой замысел, Мессалина даже вышла замуж за Силия в присутствии свидетелей и подписав брачный контракт, хотя не была разведена с Клавдием.
Один из влиятельных вольноотпущенников при дворе Клавдия, занимавший пост ответственного за переписку (лат. praepositus ab epistulis) Тиберий Клавдий Нарцисс, донёс об этом императору. Тот, будучи человеком мягким и податливым, колебался в принятии решения, и Нарцисс сам, от имени императора, отдал преторианцам команду о захвате и казни Мессалины и Силия.
Сразу же после казни Мессалины начались поиски новой жены для Клавдия. Зная его натуру и то обстоятельство, что он легко попадал под влияние своих жён, влиятельные лица из его окружения выставляли свои кандидатуры знатных римлянок, чтобы через них потом управлять императором.
Нарцисс, обласканный Клавдием разоблачитель заговора, советовал ему вновь жениться на Элии Петине. Клавдий уже был на ней женат и развёлся, чтобы жениться на Мессалине. Однако Клавдий прислушался к мнению другого вольноотпущенника — Марка Антония Палланта. Паллант был казначеем государства, причём весьма толковым. С начала правления Клавдия он стал одним из самых могущественных людей в Империи.
Ещё в 47 году Агриппина стала любовницей Палланта. После смерти Мессалины он предложил её кандидатуру Клавдию в качестве новой супруги. Её кандидатуру поддержал также и Нарцисс — после казни Мессалины он опасался мести Британника, стань он принцепсом. Если женой Клавдия становилась Агриппина, то было ясно, что следующим императором, по всей видимости, станет Нерон.
Сначала Клавдий колебался. Однако уговоры Палланта (в основном, о соединении ветвей Германика и Клавдия и укреплении, тем самым, династии), а также страсть, напор и красота Агриппины сделали своё дело. К тому моменту Агриппине только исполнилось 33 года; Плиний Старший пишет, что она была красивой и уважаемой женщиной, однако безжалостной, амбициозной, деспотичной и властной. Также он говорит о том, что у неё были волчьи клыки, что являлось знаком удачи.
Император согласился со словами: «Соглашаюсь, поскольку это моя дочь, воспитанная мною, рождённая и взращённая на моих коленях…». 1 января 49 года Клавдий и Агриппина поженились.

### У власти

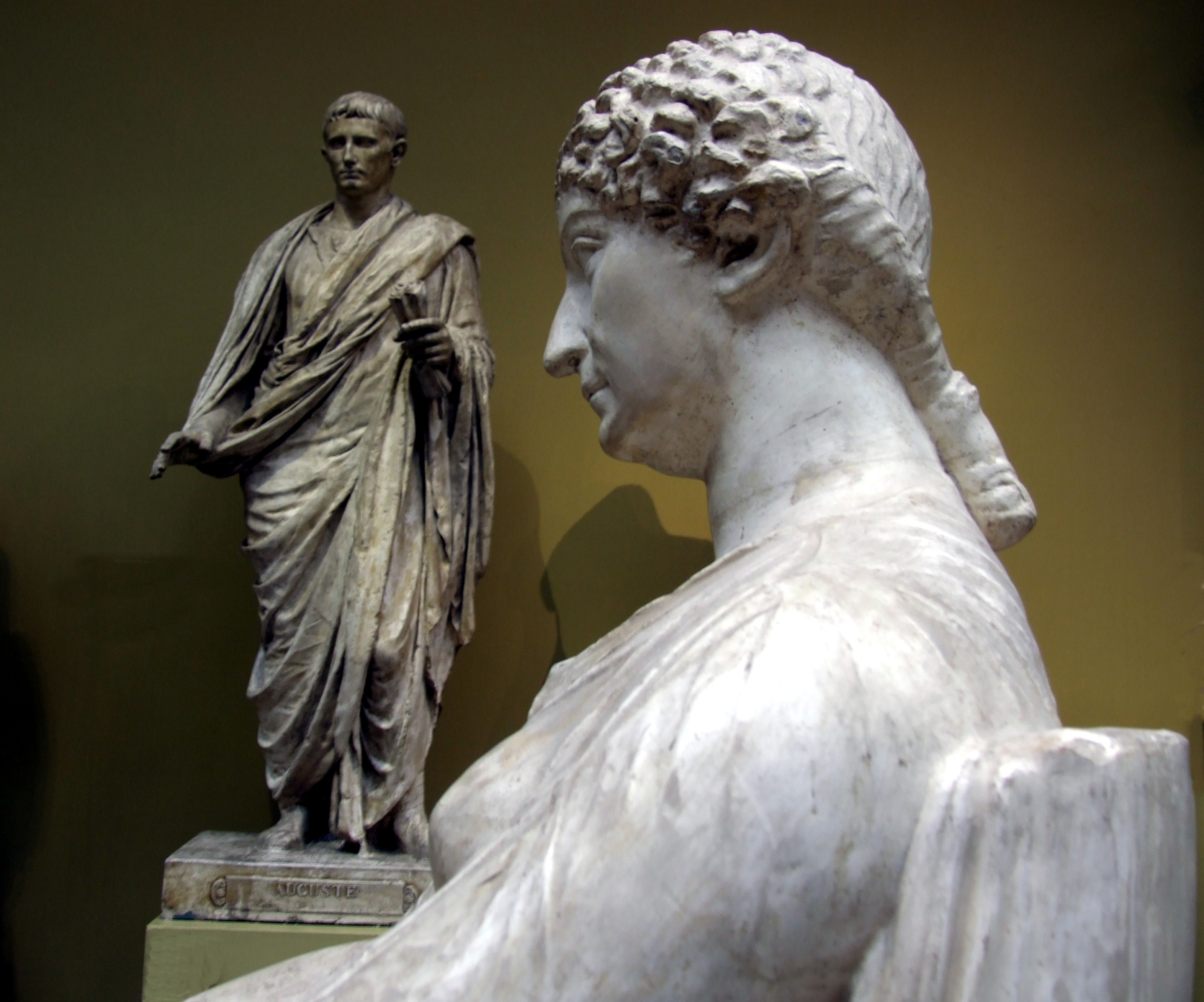
Сидящая статуя Агриппины Младшей (фрагмент), Археологический музей Неаполя (слепок в ГМИИ) на фоне статуи императора Августа

Ещё не будучи женой императора, Агриппина расстроила помолвку дочери Клавдия, Клавдии Октавии, с Луцием Юнием Силаном Торкватом, своим дальним родственником. Вместе с цензором Луцием Вителлием они обвинили Силана в прелюбодеянии с сестрой, Юнией Кальвиной, на которой был женат один из сыновей Вителлия — Луций.
Силан был вынужден покончить жизнь самоубийством, Кальвина получила развод и была отправлена в изгнание. Таким образом, Клавдия Октавия становилась свободной для Нерона. Позже, в 54 году, Агриппина приказала убить старшего брата Силана — Марка, чтобы оградить Нерона от мести Силанов.
Агриппина была ближе к императору, чем все окружающие, и была более активной, могущественной и влиятельной в государственных делах. Сразу же после замужества Агриппина избавилась от ещё одной кандидатуры, которая рассматривалась в качестве возможной супруги Клавдия. Это была Лоллия Паулина, которая в 38 году полгода была замужем за Калигулой. Калигула развёлся с ней, поскольку счёл её бесплодной. Паулина жила в Риме, и во времена правления Калигулы ей было запрещено всякое общение с мужчинами. Агриппина обвинила её в чёрной магии; имущество Паулины было конфисковано, а ей самой было приказано покинуть Апеннинский полуостров. Отправившись в ссылку, Паулина покончила с собой.
В 50 году, по настоянию Клавдия, она получает титул «Авгу́сты»: она стала первой из женщин, получивших этот титул во время правления супруга, и второй, после Ливии, получившей его прижизненно. В том же году сенат даёт поселению Оппид Убиор статус колонии и переименовывает его в колонию Клавдия алтаря Агриппины (лат. Colonia Claudia Ara Agrippinensis). Позже город стали именовать просто «колония Агриппины» (лат. Colonia Agrippinensis, современный Кёльн).
В 50 году Агриппина уговорила Клавдия усыновить Нерона, что и было сделано. Отныне Луций Домиций Агенобарб стал именоваться Нерон Клавдий Цезарь Друз Германик. Клавдий официально признал в нём своего наследника, а также помолвил его со своей дочерью, Клавдией Октавией. Тогда же Агриппина возвратила из ссылки Луция Аннея Сенеку, чтобы тот стал учителем юного наследника.
В 51 году Агриппине было даровано право появляться на публике в специальной колеснице, которой раньше пользовались только понтифики для перевозки статуй богов. В том же году, по её указанию, префектом преторианской гвардии был назначен Секст Афраний Бурр, уроженец Нарбоннской Галлии. Бурр также стал наставником Нерона, преданным и обязанным Агриппине человеком. Его задачей было настроить преторианцев на передачу власти после смерти Клавдия Нерону, а не Британнику.
Влияние на Клавдия у Агриппины было полное. Она лишает всех прав на власть Британника, удаляет его от двора. В 51 году она велит казнить наставника Британника, Сосебия, возмущённого её поведением, усыновлением Нерона и изоляцией Британника.
9 июня 53 года Нерон женится на Клавдии Октавии. Однако император начинает разочаровываться в браке с Агриппиной. Он вновь приближает к себе Британника и начинает готовить его к власти, всё прохладнее относясь к Нерону и Агриппине. Видя это, «Августа» понимает, что единственный шанс Нерона прийти к власти — сделать это как можно быстрее.
13 октября 54 года Клавдий умирает, съев тарелку поднесённых Агриппиной грибов. Однако некоторые античные историки, всё же, утверждают, что Клавдий умер естественной смертью.

## Мать Нерона

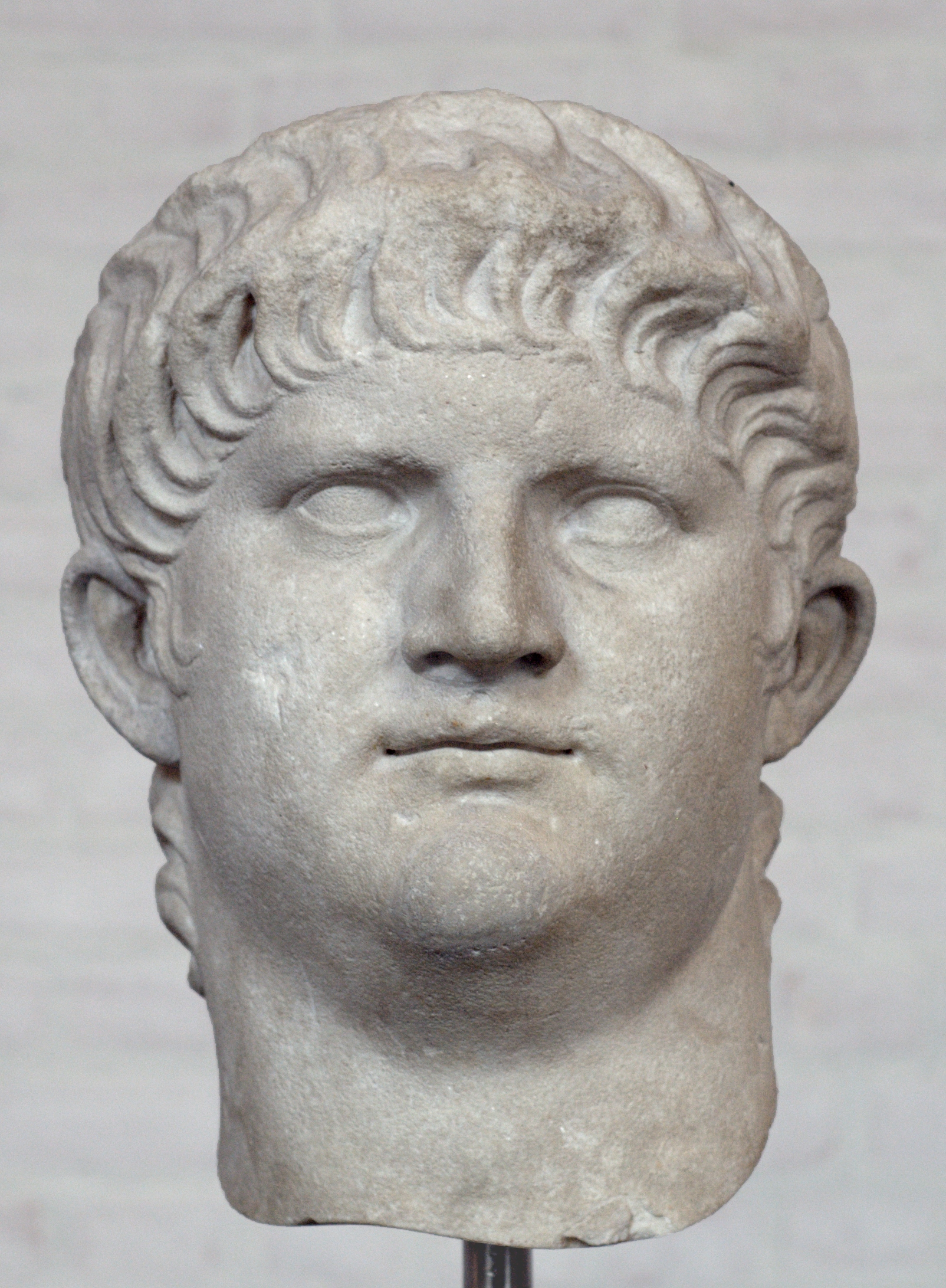
Нерон

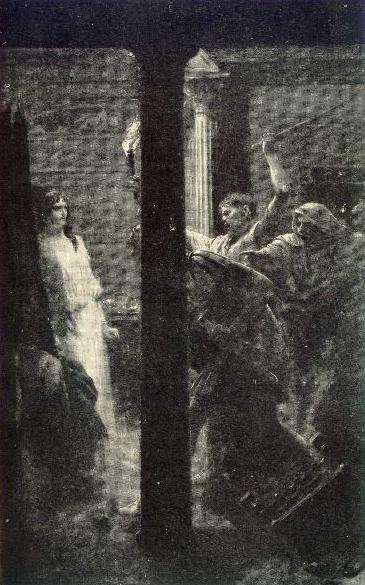
Андре Кастень. Смерть Агриппины

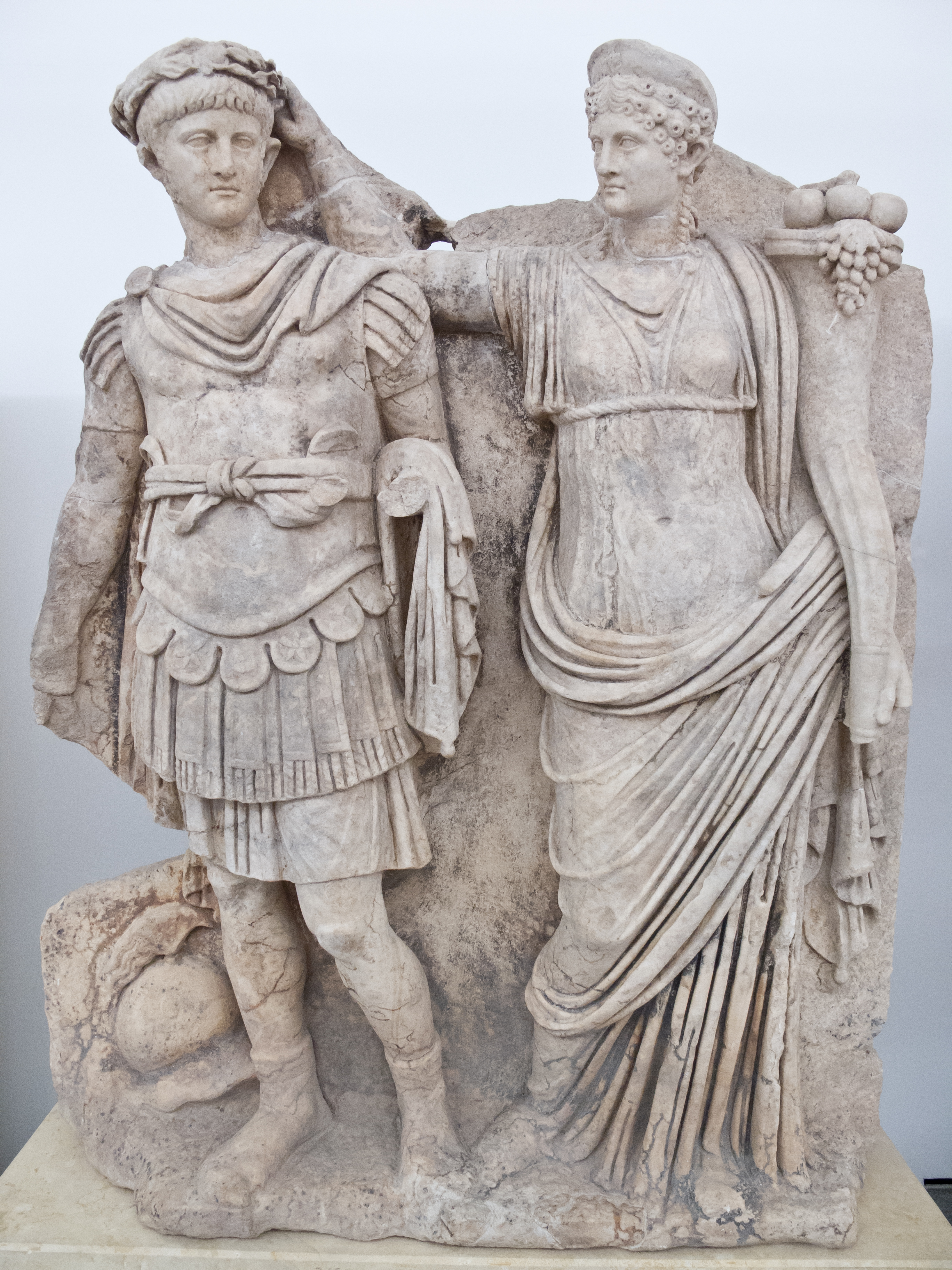
Агриппина с сыном

Нерону было 16 лет, когда его мать поднесла ему практически неограниченную власть над Римом. В благодарность за это она была объявлена служительницей культа Божественного Клавдия, который был обожествлён Нероном сразу после смерти. В первое время правления Нерона реальным правителем государства была Агриппина. Ей было даровано право присутствовать на сенатских заседаниях, находясь за занавеской.
Однако вскоре Нерон попал под обаяние вольноотпущенницы Акты. Будучи, по-видимому, привезённой Клавдием из его походов в Малую Азию, она довольно хорошо знала дворцовые порядки. Видя, что Нерон заинтересован ею, Бурр и Сенека, недовольные правлением Агриппины, свели Акту и императора, рассчитывая через неё влиять на Нерона.
Агриппина была против любовницы сына и прилюдно отчитывала Нерона за то, что он связался с бывшей рабыней. Однако Нерон уже вышел из-под её контроля. Тогда Агриппина начала плести интриги, собираясь выдвинуть кандидатуру Британника в качестве законного императора. Но её план не удался. В феврале 55 года Британник был отравлен по приказу Нерона.
После этого Нерон, слушая своих наставников, изгоняет Агриппину из дворца, лишает её всех почестей, в том числе и телохранителей. Когда Агриппина пытается остановить его, он говорит, что в противном случае отречётся от власти и сам уедет на Родос. Следом за Агриппиной своё место при дворе теряет и Паллант. Падение Палланта явилось полной победой «партии» Сенеки и Бурра, и поражением Агриппины. Теперь Нерон сам стал полновластным правителем государства.
В 58 году Нерон сближается с Поппеей Сабиной, благородной, умной и красивой представительницей римского нобилитета. Агриппина видела в ней опасную и расчётливую соперницу в борьбе за власть. Она всеми силами пыталась вернуть Нерона к Клавдии Августе или хотя бы к Акте.
Однако при дворе поползли слухи, что Агриппина пытается отстранить сына от власти и передать её Гаю Рубеллию Плавту, сыну Юлии Ливии, дочери Ливиллы. По женской линии Рубеллий Плавт был прямым потомком Тиберия. Узнав об этом, Нерон решает во что бы то ни стало убить свою мать.
Он трижды пытался отравить Агриппину, подсылал вольноотпущенника заколоть её и даже пытался обрушить потолок и стены её комнаты, пока она спала. Однако Агриппина счастливо избегала смерти.
В марте 59 года в Байях Нерон предложил ей совершить поездку на корабле, который должен был разрушиться в пути. Тем не менее Агриппине чуть ли не единственной (в отличие от сопровождавших её Ацерронии и Креперея) удалось спастись и вплавь достигнуть берега — сказалось её прошлое ныряльщицы за губками. В гневе Нерон уже открыто потребовал убить родную мать.
Агриппина, увидев солдат, поняла свою участь и попросила заколоть её в живот — туда, где находится чрево, тем самым давая понять, что раскаивается в том, что родила на свет такого сына. Нерон сжёг её тело той же ночью, получив поздравления от сената. Позже он разрешил рабам похоронить её прах в скромной гробнице в Мизене (пригороде Неаполя).
Потом Нерон не раз признавался, что образ матери преследует его ночами. Для того чтобы избавиться от её призрака, он даже нанял персидских магов. Ходили легенды, что задолго до того, как Нерон стал императором, Агриппине нагадали, что сын её будет царствовать, но при этом умертвит свою мать, на что её ответ был: «Пусть умерщвляет, лишь бы царствовал».

## В астрономии
В честь Агриппины назван астероид (645) Агриппина, открытый в 1907 году.

## Образ в массовой культуре

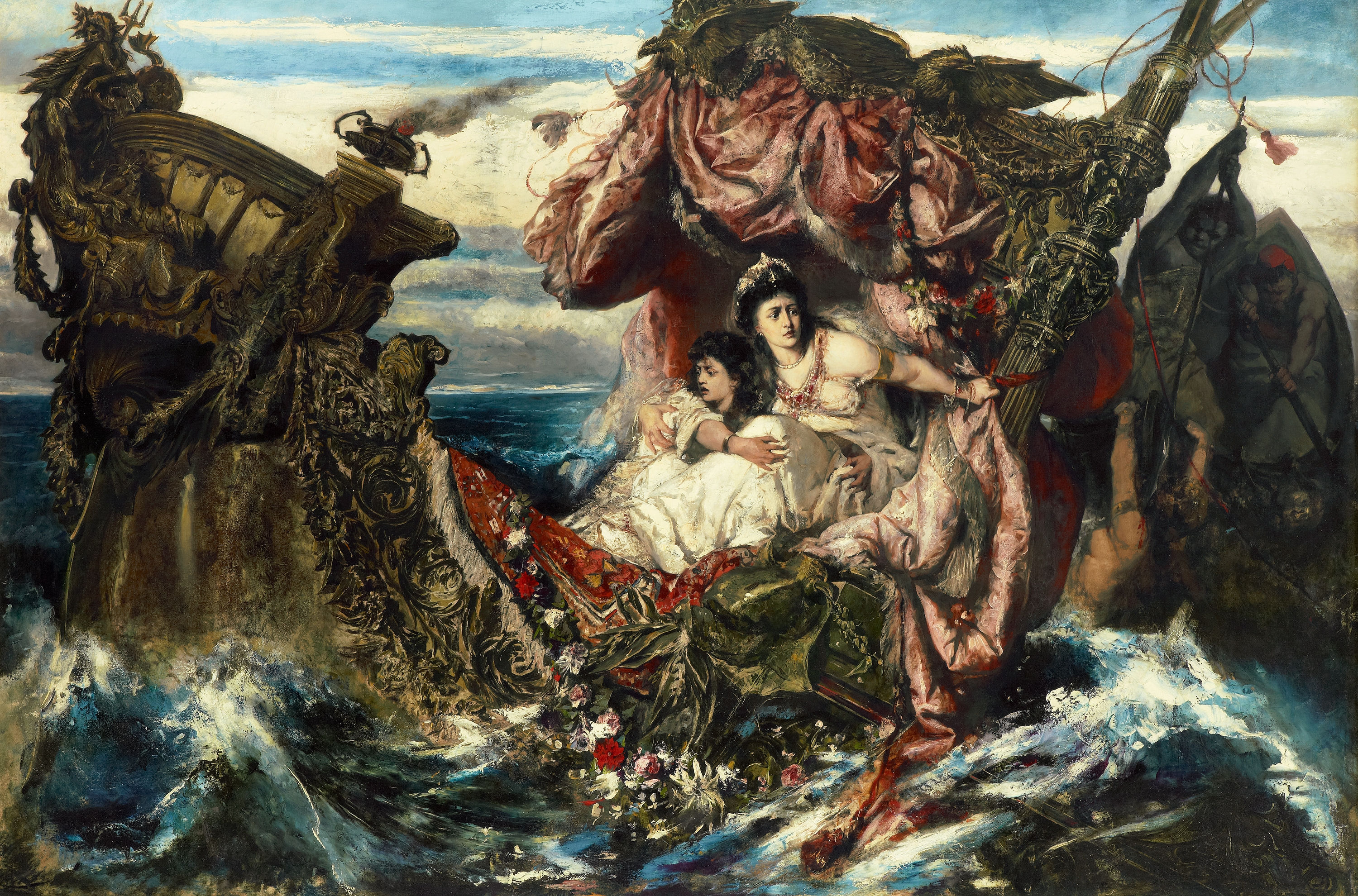
«Кораблекрушение Агриппины» (XIX век) художника Густава Вертхаймера. В частной коллекции

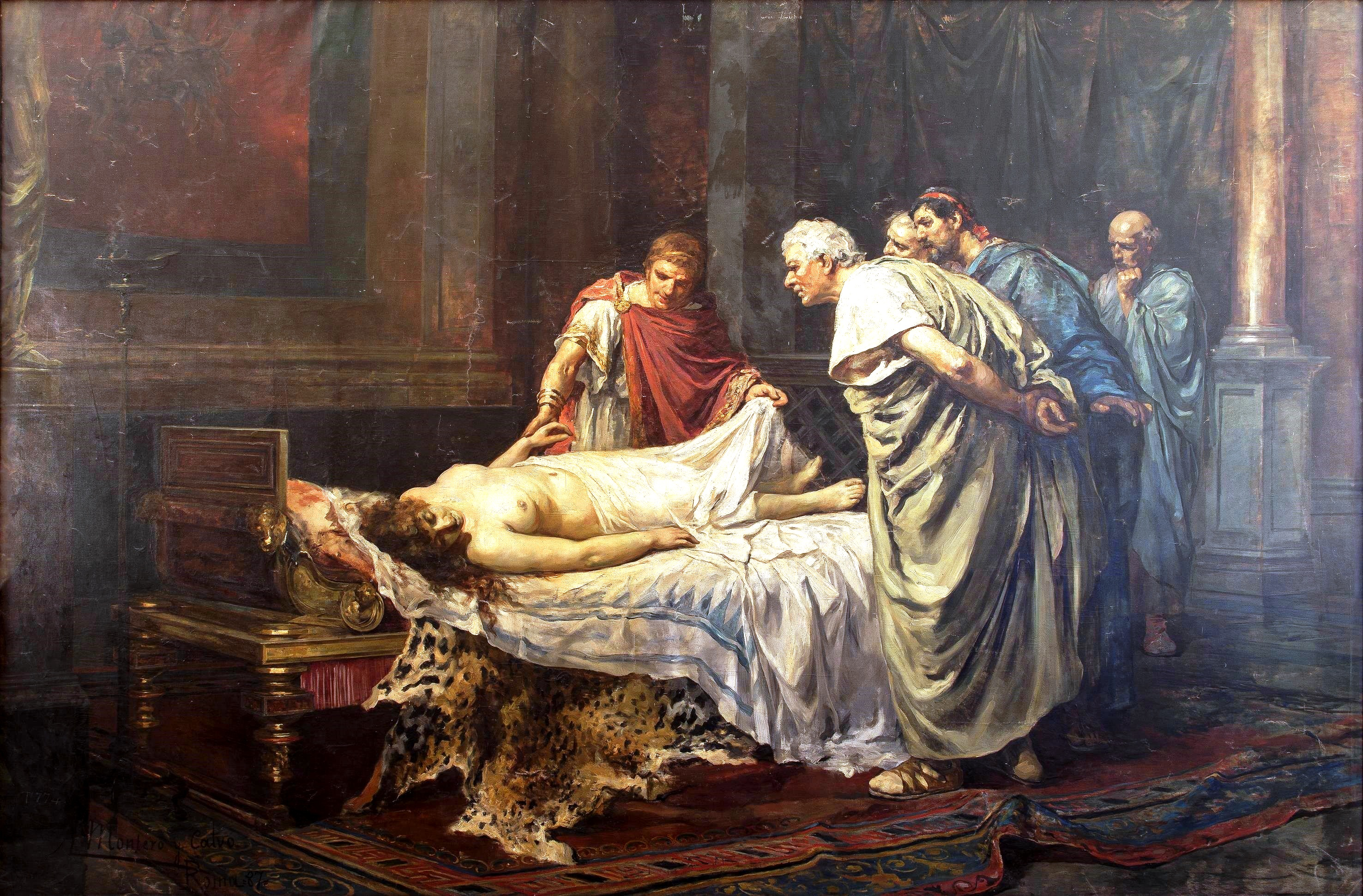
«Нерон у трупа матери Агриппины» (1887) художника Артуро Монтеро-и-Кальво. Музей Прадо

- 1709 — опера «Агриппина» Генделя с либретто Винченцо Гримани.

### Художественные фильмы
- 1911 — «Агриппина» (Италия) режиссёра Энрико Гуаццони.
- 1956 — «Любовница Нерона» (Италия, Франция) режиссёра Стено; в роли Агриппины — Глория Свонсон.
- 1968 — «Цезари[англ.]» (Великобритания) режиссёра Дерека Беннета; в роли — Кэрол Кэйес.
- 1976 — «Я, Клавдий» (Великобритания) от Би-Би-Си, в роли — Барбара Янг.
- 1977 — «Мессалина, Мессалина!» (Италия) режиссёра Бруно Корбуччи. В роли — Лори Вагнер.
- 1979 — «Калигула» (Великобритания, США, Италия) режиссёра Тинто Брасса, в роли — Лори Вагнер.
- 1981 — «Калигула и Мессалина» (Франция) — в роли Франсуаза Бланшар
- 1984 — «Наша эра» (Италия, Великобритания, США) режиссёра Стюарта Купера; в роли — Ава Гарднер.
- 2003 — «Королева воинов» (Великобритания, Румыния) режиссёра Билла Андерсона; в роли Агриппины — Фрэнсис Барбер.
- 2004 — «Римская империя: Нерон» (Италия, Испания, Великобритания) режиссёра Пола Маркуса (второй эпизод мини-сериала «Империй»); в роли Агриппины — Лаура Моранте.

### Документальные фильмы
- 2009 — «Тираны Древнего мира[англ.]» (Канада) режиссёров Оскара Чана и Энди Уэбба. Серия про Нерона.
- 2013 — мини-сериал «Императрицы Древнего Рима» (Великобритания) с ведущей Кэтрин Эдвардс.
- 2019 — третий сезон докудрамы «Римская империя: Власть крови[англ.]» (Канада, США). Роль Агриппины исполнила Тересса Лиэн[англ.].